# Super Spike V'Ball
Super Spike V'Ball, nommé US Championship V'Ball au Japon, est un jeu vidéo de beach-volley sorti en 1989 au Japon, en 1990 en Amérique du Nord et en 1992 en Europe. Ce jeu a été développé et édité par Technos Japan pour le Japon et édité par Nintendo pour l'Occident. Le jeu est ressorti ensuite sur une cartouche multi-jeux nommée Super Spike V'Ball / Nintendo World Cup uniquement en Amérique du Nord en 1990.